# Budai indóház
A Budai indóház, a köznyelvben gyakran Régi Déli pályaudvar egy mára már lebontott budapesti állomásépület volt. Helyére épült a Déli pályaudvar.

## Története
A Pesti indóházhoz képest jóval később, 1859 és 1861 között épült a Déli Vasút megbízásából Budán, a mai Krisztina körút 37. szám alatt a Budai indóház, Buda első (és máig egyetlen) fejpályaudvara. Tervezője Gregersen Guilbrand norvég mérnök vagy Karl Etzel osztrák mérnök volt, a nagykanizsai és a székesfehérvári vasútállomások csarnokainak építésze. A személy- és teherszállítás az átadást követően azonnal megindult.
Az épület több mint 80 éven át eredeti funkciójában üzemelt. A második világháborúban szinte teljesen szétbombázták, romjait 1945 után bontották el. Helyén 1962-ben épült fel részlegesen, 1972-1977 között pedig teljesen a mai Déli pályaudvar.

## További információ
- 150 éves a budai indóház és a Buda–Nagykanizsa vasútvonal, 1861–2011; összeáll. Barcza László; MÁV Zrt. Vezérigazgatóság, Bp., 2011

## Kapcsolódó szócikkek

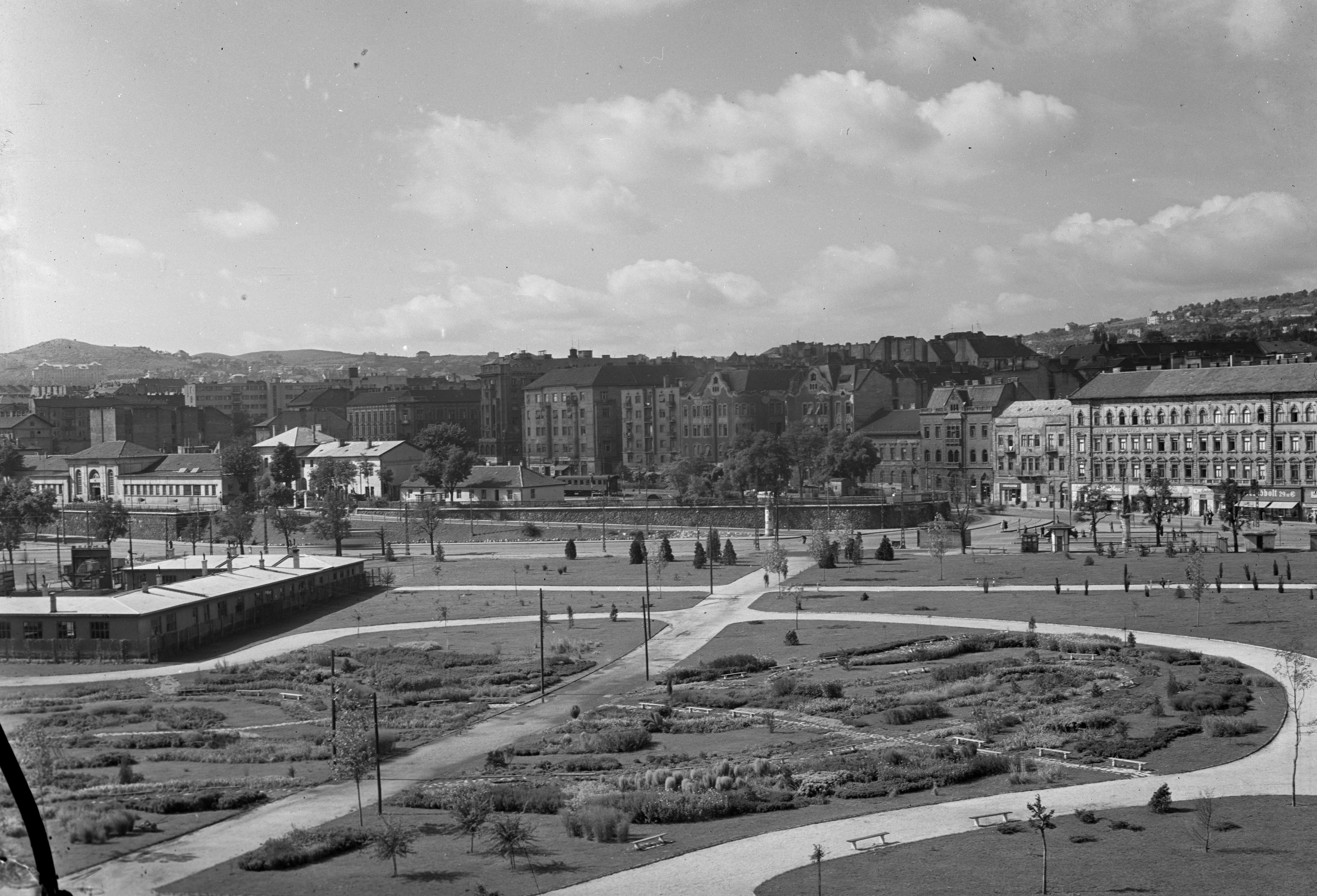
A Vérmező felől 1952-ben, már a vágányokat fedő csarnok nélkül, de még az eredeti felvételi épületek Krisztina körúti oldalon megmaradt részével, valamint az északi csücskén a mozdonyfordítóval